# Mahadai Das
Mahadai Das (geb. 1954 in Eccles, Britisch Guayana; gest. 3. April 2003 auf Barbados) war eine Dichterin in Guyana. Sie war bekannt als Tänzerin, Schauspielerin, Lehrerin und Schönheitskönigin.

## Leben
Mahadai Das wurde 1954 geboren in Eccles, East Bank Demerara, Guyana. Seit ihrer frühen Schulzeit an der Bishops’ High School, Georgetown, verfasste sie Gedichte. Sie erwarb ihren ersten Abschluss an der University of Guyana und später einen Bachelor in Philosophie an der Columbia University, New York City. Dann begann sie ein Doktorprogramm in Philosophie an der University of Chicago. Sie wurde jedoch schwer krank und hatte nie die Möglichkeit, das Programm abzuschließen.

### Poesie und Kultur in Guyana
Sie war Tänzerin, Schauspielerin, Lehrerin und Schönheitskönigin (Ms. Dewali, 1971), und diente als Freiwillige beim Guyana National Service (ca. 1976) und war auch Teil der Messenger Group, welche Kunstformen der ‘Coolies’ öffentlich machte zu einer Zeit, als die Indo-Guyanesische Kultur im nationalen Leben nicht sichtbar war. Sie war eine der ersten Indo-Caribbeans, deren Schriften veröffentlicht wurden. Ihre Gedichte beziehen sich explizit auf die ethnische Identität, im Unterschied zu anderen indo-karibischen Dichterinnen. Ein wiederkehrendes Thema in ihren Schriften sind die Arbeitsbedingungen in den karibischen Inseln. Das Gedicht A Leaf in His Ear wurde in den Artikel „10 Female Caribbean Authors You Should Know“ aufgenommen. Eines von 'Das’' letzten veröffentlichten Werken nennt sich „bones“ (Knochen) und wurde 1988 von Peepal Press in London veröffentlicht.
Guyana hat große soziale und politische Probleme wie Korruption und unfaire Gesetzgebung. Mahadai Das beteiligte sich an den Bemühungen um Lösungen und war Mitglied der Working People’s Alliance deren Ziel es ist die Probleme anzugehen.

## Tod
Mahadai Das starb am 3. April 2003 in Barbados an einer Sekundärerkrankung nach einem Herzstillstand, welchen sie 10 Tage vorher erlitten hatte.

## Werk
In ihrem Werk thematisiert Mahadai Das oft die ärmlichen und unfairen Arbeitsbedingungen, die viele Menschen der Karibik lebenslang aushalten müssen. Außerdem behandelt sie oft die ethnische Identität und die Überwindung von negativen Erfahrungen.
- Bones. Peepal Tree Press Ltd. 1988
- A Leaf in His Ear: Selected Poems. Peepal Tree Press Ltd. 2010

Mehrere ihrer Gedichte wurden in das The Heinemann Book of Caribbean Poetry. (Heinemann, 1992) aufgenommen.